# Селиваниха (Туруханский район)
Селива́ниха — деревня в Туруханском районе Красноярского края. Входит в состав Туруханского сельсовета.

## География
Деревня расположена на правом берегу реки Енисей напротив устья реки Турухан. К югу от деревни протекает река Битюжок. Дорогой связана с Туруханском. В деревне три улицы: Дудинская, улица Мира и Новая.

## История
К началу XX века село Селиваниха было местом административной ссылки.
В сентябре 1913 года ссыльный Сталин навещал из соседнего села Монастырское (современное название — Туруханск), находившегося в селе Селиванихе ссыльного Якова Свердлова.
В начале 1930-х годов в Селиванихе находились репрессированные архиереи Русской православной церкви — Кирилл (Смирнов) и Афанасий (Сахаров).

## Население
| 2010 |
| ---- |
| 101  |